# Fulvio Papi
Fulvio Papi (Trieste, 16 agosto 1930 – Milano, 20 novembre 2022) è stato un filosofo italiano.

## Biografia
Fulvio Papi si è laureato nel 1954 all'Università Statale di Milano sotto la guida di Antonio Banfi.
Prima di dedicarsi unicamente all’insegnamento e alla ricerca, seguendo la propria vocazione all’impegno politico e civile, aveva lavorato alla terza pagina dell’Avanti! e, giovanissimo, ne era diventato vicedirettore, collaborando con Riccardo Lombardi. In questa veste, allo scoppio dei «fatti d’Ungheria» il 26 ottobre 1956 aveva pubblicato in prima pagina un coraggioso corsivo, in cui difendeva apertamente gli studenti e gli operai insorti.
Tornato agli studi, è stato assistente di Antonio Banfi e poi di Mario dal Pra dal 1955 al 1960.
Ha pubblicato il suo primo libro nel 1961, Il pensiero di Antonio Banfi, opera che gli è valso il Premio Pozzale per la critica. Libero docente e professore incaricato di Filosofia morale dal 1965 al 1967 e di Filosofia teoretica dal 1967 al 1970 all’Università di Pavia, è stato professore ordinario di Filosofia teoretica nella stessa Università dal 1970 al 2000. A Pavia, è stato Direttore della Scuola di Perfezionamento in Filosofia e Direttore del Dipartimento di Filosofia, e ha insegnato presso la Scuola Superiore IUSS. Nel 2001 è stato nominato Professore Emerito di Filosofia teoretica.
Per la sua concezione della filosofia aperta alla città, ha contribuito alla vita culturale di Milano, come Presidente del Comitato scientifico della Fondazione Corrente, Vicepresidente prima e poi Presidente Onorario della Casa della Cultura e membro del direttivo Vidas.
Fulvio Papi, figura originale della «Scuola di Milano», è stato professore ordinario di Filosofia teoretica all’Università degli Studi di Pavia fino al 2000. È apprezzato in ambito internazionale come studioso di Bruno, e in ambito nazionale per i suoi saggi su Kant, Hegel, Marx, Nietzsche, e su poesia e letteratura.
Nel 2000 gli è stata assegnata la Medaglia d’oro di benemerenza Civica del Comune di Milano.

## Pensiero
Fulvio Papi ha dato contributi in molti ambiti della filosofia contemporanea: il razionalismo critico, la fenomenologia husserliana, l’analisi delle forme della cultura, la teoria delle scienze umane, il dialogo critico con le scienze.
I suoi studi su Giordano Bruno (Antropologia e civiltà nel pensiero di Giordano Bruno, 1968), Immanuel Kant (Cosmologia e civiltà, due momenti del Kant precritico, 1969) e Carlo Marx (Dizionario Marx-Engels, 1983) tra la fine degli anni '70 e i primi anni '80 del Novecento, hanno utilizzato strumenti dell'analisi antropologica ed economica per fornire nuove letture ed interpretazioni del pensiero di questi filosofi.
Papi ha inoltre contribuito alla diffusione delle prospettive epistemologiche della tradizione francese, con l’introduzione dell’insegnamento dell'Epistemologia all’Università di Pavia. Frutto del suo insegnamento e della collaborazione con Mario Vegetti, Franco Alessio, Renato Fabietti è stato, negli anni Settanta, il manuale Filosofie e società, più volte edito da Zanichelli.
Negli anni Ottanta e Novanta, la prospettiva teoretica di Papi si è mantenuta fedele al tema razionalistico e critico, ereditato da Banfi, della responsabilità della filosofia. Egli interpreta il tema come impegno analitico a mostrare le strutture di senso dell’essere contemporaneo. I saggi di questo periodo si arricchiscono con il riferimento a discipline come antropologia, psicoanalisi, sociologia, economia (Philosophia imago mundi, 1994; Il sogno filosofico della storia. Interpretazioni sull’opera di Marx, 1994; Racconti della ragione. Saggi filosofici sul “pensiero” e la “vita”, 1998).
Dagli anni Settanta ai primi anni Duemila ha costruito, all’Università di Pavia, una stagione dell’insegnamento filosofico aperto agli altri saperi, organizzando seminari sul marxismo critico con economisti e sociologi (Giorgio Lunghini, Antonio Mutti); sull’antropologia con antropologi del campo (Marc Augé, Claude Meillassoux); sull’antipsichiatria con psichiatri, neurologi di ispirazione fenomenologica e psicoanalisti (Dario De Martis, Fausto Petrella, Faustino Savoldi).
La produzione di Papi ha poi contribuito al rinnovamento del repertorio tematico della filosofia teorica sia con l’apertura della filosofia sui linguaggi creativi quali poesia, letteratura, arte, architettura (Cinque lezioni sull’estetica di Hegel, 2000; Filosofia e architettura, 2000; Il pensiero ironico e il regno dell’amore. Traversata filosofica nell’opera di Robert Musil, 2016; L’infinita speranza di un ritorno. Sentieri di Antonia Pozzi, 2009) sia con la teorizzazione della filosofia come pratica di scrittura, in dialogo con Carlo Sini (Cielo d’autunno, 2021).
Negli anni Duemila Papi ha condotto in opere saggistiche e narrative una ricerca memoriale sistematica, in cui si fondono elementi storici e testimonianze su personalità e tempi della cultura italiana, e narrazioni esistenziali (L’albero d’oro. Un’adolescenza immaginata, 2004; La memoria ostinata, 2005; La biografia impossibile, 2011).

## Opere

### Opere filosofiche
- Il pensiero di Antonio Banfi, Parenti, Firenze, 1961.[3]
- Antropologia e civiltà nel pensiero di Giordano Bruno, La Nuova Italia, Firenze, 1968.
- Cosmologia e civiltà, due momenti del Kant precritico, Argalia Editore, Urbino, 1969.
- Sull’educazione, ISEDI, Milano, 1978; II ed. Ghibli, Milano, 2001.
- Sulla razionalità filosofica e le topologie della ragione, “Materiali filosofici”, 2-3, 1979.
- La filosofia contemporanea, Zanichelli, Bologna, 1981.
- Dizionario Marx-Engels, Zanichelli, Bologna; II ed. Hoepli, Milano, 1983.
- La morte e il simbolico, “Materiali filosofici”, 3, 1980.
- Vita e filosofia. La scuola di Milano: Banfi, Cantoni, Paci, Preti, Guerini e Associati, Milano, 1990.
- Capire la filosofia, Ibis, Como-Pavia, 1993.
- La parola incantata e altri saggi di filosofia dell’arte, Guerini e Associati, Milano, 1992.
- Philosophia imago mundi, Alice, Comano (CH), 1994.
- Il sogno filosofico della storia. Interpretazioni sull’opera di Marx, Guerini e Associati, Milano, 1994).
- La passione della realtà. Saggio sul fare filosofico Guerini e Associati, Milano, 1998.
- Racconti della ragione. Saggi filosofici sul “pensiero” e la “vita”, Thelema, Milano, 1998.
- Cinque lezioni sull’estetica di Hegel, cooperativa libraria I.U.L.M., Milano, 2000.
- Lezioni sulla Scienza della logica di Hegel, Ghibli, Milano 2000.
- Filosofia e architettura. Kant, Hegel, Valéry, Heidegger, Derrida, Ibis, Como-Pavia (2000).
- Figure del tempo, Mimesis, Milano, 2002.
- Sulla ontologia. Fenomenologie et exempla, Mimesis, Milano 2005.
- La memoria ostinata, Viennepierre edizioni, Milano, 2005.
- Antonio Banfi. Dal pacifismo alla questione comunista, Ibis, Como-Pavia, 2007.
- Le grandi confessioni e il nulla, Viennepierre edizioni, Milano, 2009.
- Oggi un filosofo, Ibis, Como-Pavia, 2009.
- L’infinita speranza di un ritorno. Sentieri di Antonia Pozzi, Viennepierre edizioni, Milano, 2009.
- La costruzione delle verità. Giordano Bruno nel periodo londinese, Mimesis, Milano, 2010.
- La biografia impossibile, Ibis, Como-Pavia, 2011.
- Dalla parte di Marx. Per una genealogia dell’epoca contemporanea, Mimesis, Milano 2014.
- Il poeta, l’impero, la morte, Ibis, Como-Pavia, 2015.
- Il pensiero ironico e il regno dell’amore. Traversata filosofica nell’opera di Robert Musil, Mimesis, Milano, 2016.
- Come specchi del tempo. Yourcenar, Richardson, Fielding, Pavese, Ibis, Como-Pavia, 2016.
- L’impossibile “perché”. Da Giobbe al Processo, Ibis, Como-Pavia, 2018.
- La sapienza moderna, Ibis, Como-Pavia, 2020.
- Il cerchio di Nietzsche, Mimesis, Milano, 2020.
- Cielo d’autunno, Mimesis, Milano, 2021.

### Narrativa
- Teoremi di stelle truccate. Due favole quotidiane, Ibis, Como-Pavia, 1993.
- Il delitto del Miralago. Un’infanzia sotto il duce, Manni, Lecce, 2001.
- L’albero d’oro. Un’adolescenza immaginata, Ghibli, Milano, 2004.
- Per andare dove. 1934-1949, Mimesis, Milano, 2020.
- Timidi eroi. Tre racconti di un'altra era, Mimesis, Milano, 2020.
- Figli del tempo. Eravamo studenti impegnati (1950-1952), Mimesis, Milano, 2021.